# Рознов
Рознов (рум. Roznov) — місто у повіті Нямц в Румунії. Адміністративно місту підпорядковані такі села (дані про населення за 2002 рік):
- Кінтініч (988 осіб)
- Слобозія (3085 осіб)

Місто розташоване на відстані 268 км на північ від Бухареста, 14 км на південний схід від П'ятра-Нямца, 89 км на південний захід від Ясс, 148 км на північний схід від Брашова.

## Населення
За даними перепису населення 2002 року у місті проживали 8726 осіб.
Національний склад населення міста:
| Національність | Кількість осіб | Відсоток |
| -------------- | -------------- | -------- |
| румуни         | 8448           | 96,8%    |
| цигани         | 272            | 3,1%     |
| угорці         | 5              | 0,1%     |

Рідною мовою назвали:
| Мова      | Кількість осіб | Відсоток |
| --------- | -------------- | -------- |
| румунська | 8618           | 98,8%    |
| циганська | 107            | 1,2%     |

Склад населення міста за віросповіданням:
| Релігія       | Кількість осіб | Відсоток |
| ------------- | -------------- | -------- |
| православні   | 8522           | 97,7%    |
| адвентисти    | 62             | 0,7%     |
| римо-католики | 30             | 0,3%     |
| п'ятдесятники | 23             | 0,3%     |
| старообрядці  | 8              | 0,1%     |
| реформати     | 5              | 0,1%     |
| мусульмани    | 1              | < 0,1%   |

## Зовнішні посилання
- Дані про місто Рознов на сайті Ghidul Primăriilor [Архівовано 17 вересня 2008 у Wayback Machine.]